# П'єр Франческо Мола
П'єр Франческо Мола (італ. Pier Francesco Mola; 9 лютого 1612 — 13 травня 1666) — італійський художник доби бароко. Малював релігійні і міфологічні картини, пейзажі з фігурами, портрети. Звертався до гравюри, а також (як інші італійці-художники) створював фрески.

## Біографія
Народився в провінції Комо, В Кольдреріо. Був учнем художника Дж. Чезарі. Працював в різних містах Італії, серед яких Лукка, Болонья, Венеція, Рим.
Не дуже вдалий художник наприкінці життя зробив успішну карьєру як чиновник. З 1662 року його призначили головою Римської академії Св. Луки. Через чотири роки Мола помер в Римі.

## Загальна характеристика
Мола належить до мало вивчених майстрів бароко. Він мав занадто багато різних впливів і так і не створив свого постійного художнього стилю. Тому його картини дуже різняться за стилем і джерелами, звідки він брав образи чи принципи побудови полотен. Деякі з картин намальовані поспіхом без відповідної доробки, інші вражають майстерністю в відтворенні портрета, одягу, речей. Залишається враження, що їх створила не одна й та ж рука. Декотрі з картин і досі не розпізнані, як твори Моли. Повне відкриття художника Моли попереду. Хоча він ніколи не стане в одну чергу з провідними майстрами бароко, такими як Хосе де Рібера,П'єтро да Кортона, Караваджо, Рубенс, Філіп де Шампень.

## Галерея

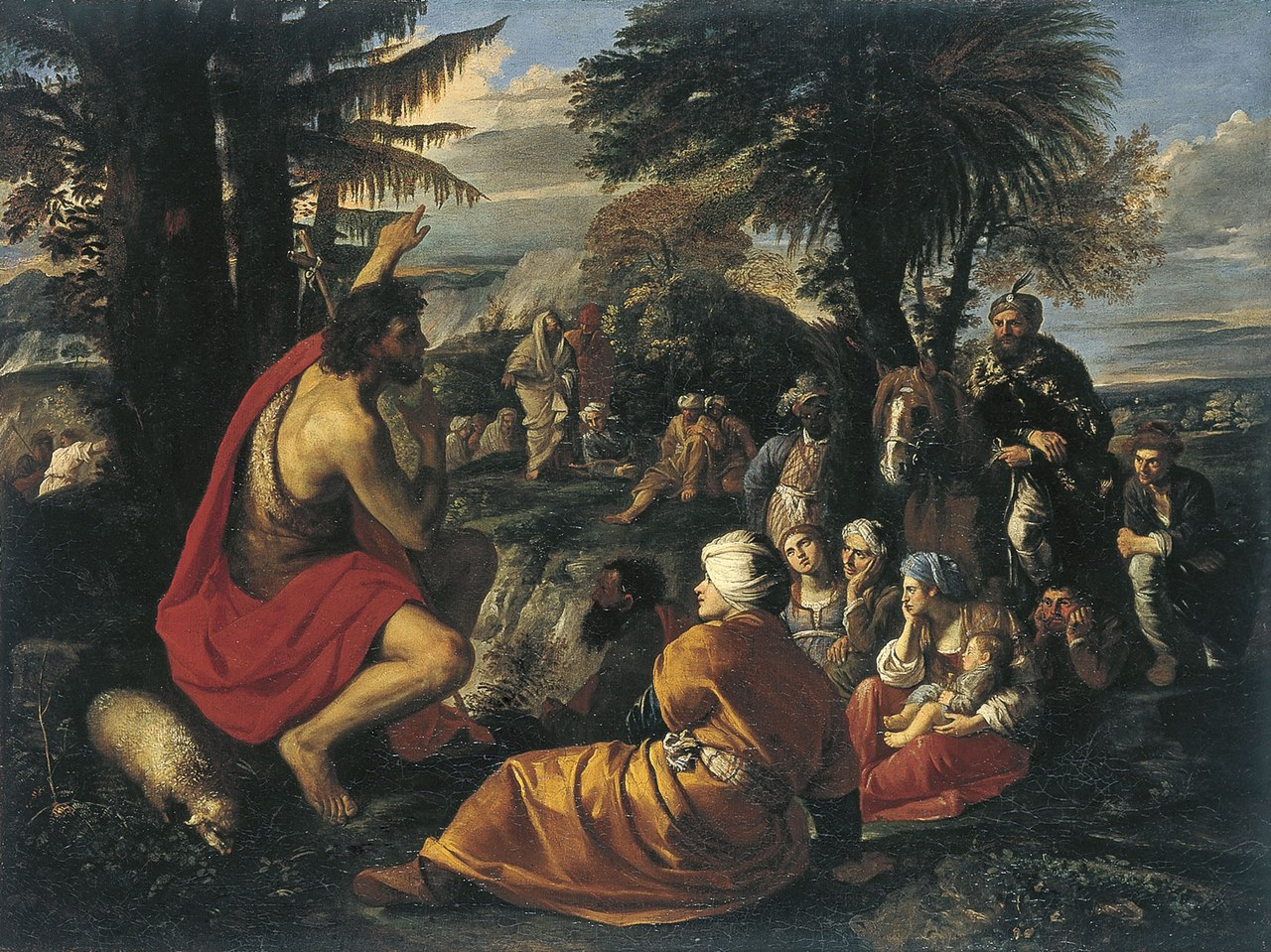
П'єр Франческо Мола. «Проповідь Івана Хрестителя»
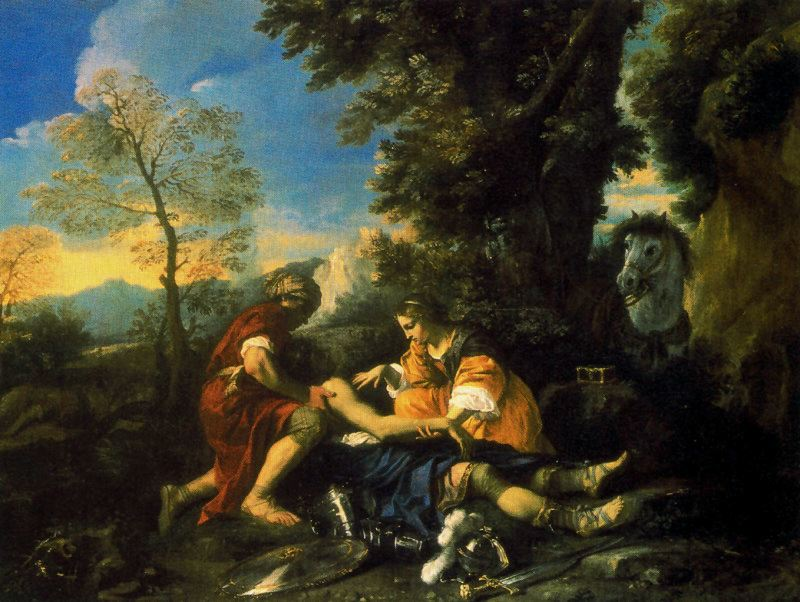
П'єр Франческо Мола. «Ермінія і Вафріно рятують пораненого Танкреда», Лувр, Париж.
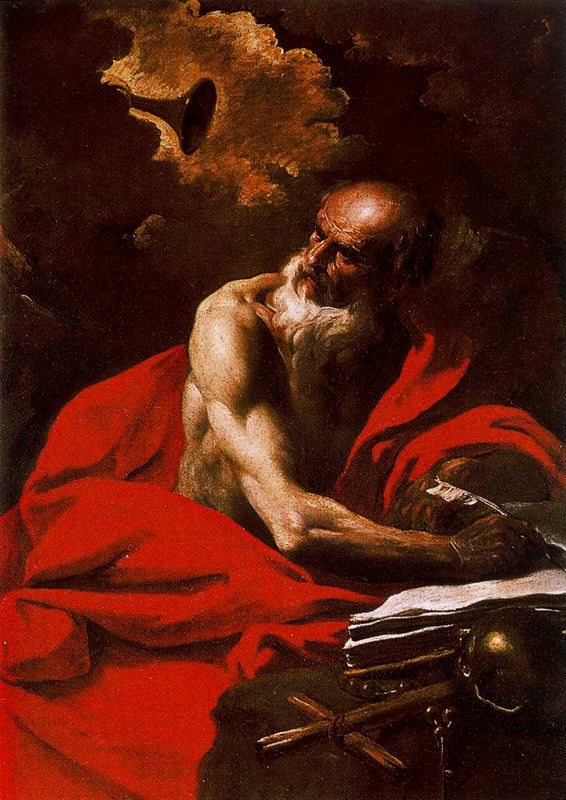
П'єр Франческо Мола. «Св. Єронім почув звістку про свою смерть». Ватиканська пінакотека, Рим.
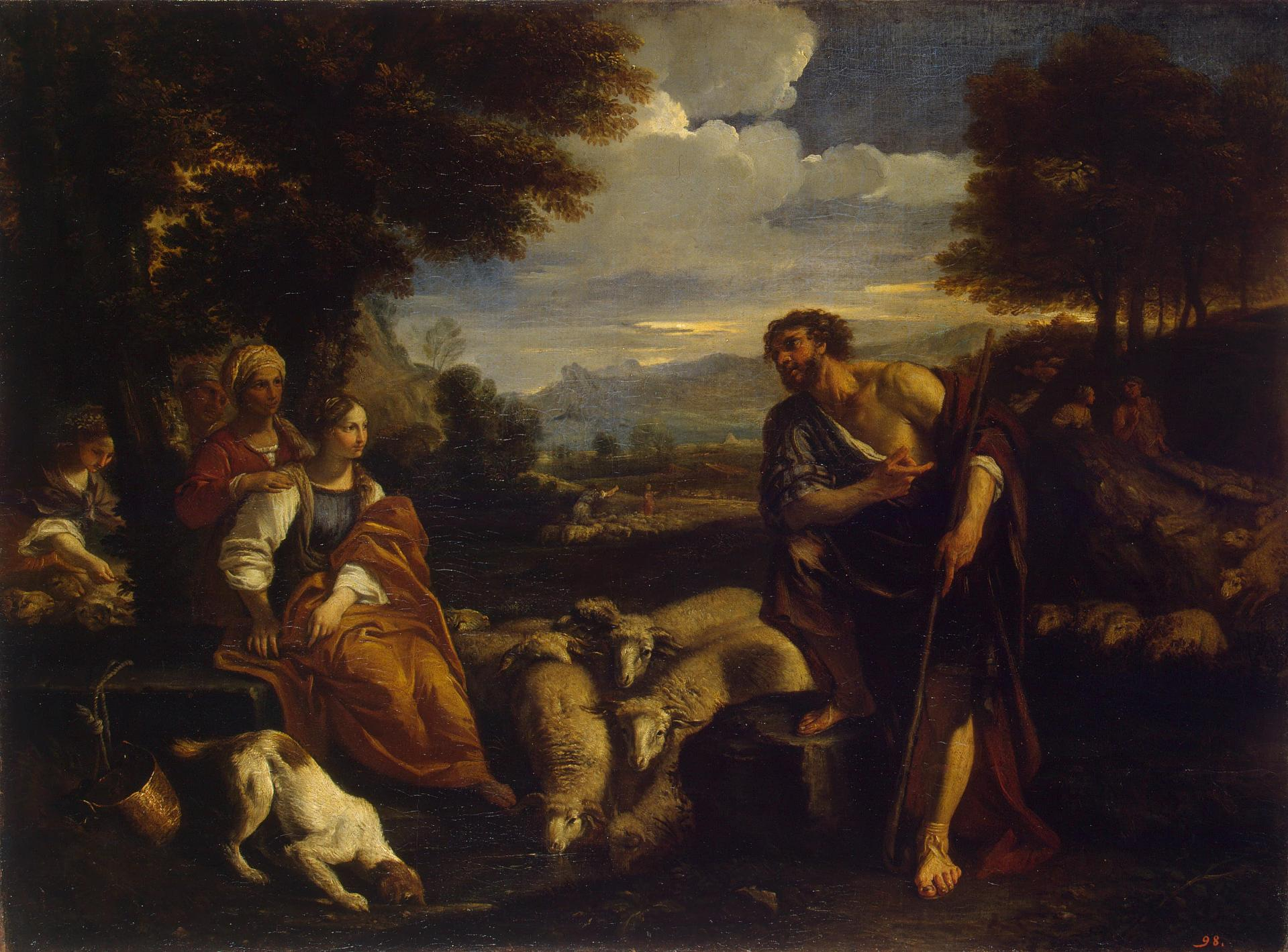
П'єр Франческо Мола. «Зустріч Йосипа з Рахіллю». Ермітаж.
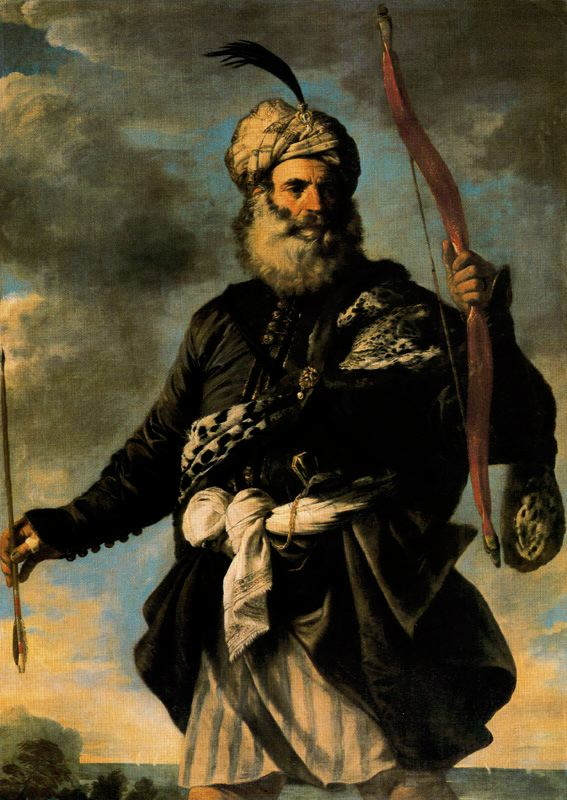
П'єр Франческо Мола. «Берберський пірат». 1650. Лувр, Париж

## Країни світу, де зберігають твори Моли
- Велика Британія
- Голландія
- Іспанія
- Італія
- Німеччина
- Росія
- США
- Франція

## Жив. також
- Живопис бароко